# São João de Deus
Pour les articles homonymes, voir São João.
São João de Deus est une ancienne freguesia - la plus petite division administrative du territoire portugais - de Lisbonne. 
Elle était l' un des 12 freguesias créées par la réforme administrative de la ville de Lisbonne, le 7 Février, 1959 .
À la suite de la nouvelle réorganisation administrative, officialisée le 8 novembre 2012 et entrée en vigueur après les élections locales de 2013, la freguesia a été dissoute et l'ensemble de son territoire a été transféré à la nouvelle freguesia d'Areeiro.
S'étendant sur une superficie de 0,93 km², elle comptait en 2011 une population de 9 798 habitants pour une densité : 10 535,5 habitants/km². 
- (portugais) Cet article est partiellement ou en totalité issu de l’article de Wikipédia en portugais intitulé « São João de Deus (Lisboa) » (voir la liste des auteurs).